# Розово абсолю
Розово абсолю е продукт получен чрез екстракция с етилов алкохол на розов конкрет, който се добива от цветове на маслодайна роза.

## Описание
Представлява червеникава течност с фин розов мирис.

## Процес на добиване
Абсолю от рози се получава чрез обработка на розов конкрет с алкохолен разтворител за отделяне на восъците и филтриране на студено при дестилация на вакуум.

## Химичен състав
В състава на абсолюто влизат компонентите на розовото масло, като основен е фенилетиловият алкохол (около 70%), следван от цитронелола, гераниола и нерола.

## Приложение
Ползва се във фината парфюмерия и по-малко в козметиката и ароматерапията. Абсолюто от рози е една от най-добрите козметични съставки и е подходящ за всички типове кожа поради силният си овлажняващ и хидратиращ ефект.